# Выборы губернатора Курганской области (2014)
Досрочные выборы губернатора Курганской области состоялись в Курганской области 14 сентября 2014 года в единый день голосования. Выборы были назначены в связи с досрочной отставкой губернатора Олега Алексеевича Богомолова. Президент Российской Федерации Владимир Владимирович Путин назначил врио губернатора Алексея Геннадьевича Кокорина, до этого занимавшего пост Главы города — главы Администрации города Шадринска, второго по величине города в Курганской области.
Кокорин, выдвинутый «Единой Россией», выиграл выборы, набрав 84.87 % голосов избирателей. Он бы избран на 5 лет.

## Кандидаты
Кандидатов на выборах губернатора выдвинули 4 партии. Все четверо были зарегистрированы.
| Кандидат                    | Должность (на момент выдвижения)                                | Партия          | Статус          |
| --------------------------- | --------------------------------------------------------------- | --------------- | --------------- |
| Юрий Михайлович Александров | врач-рентгенолог курганской поликлиники № 4                     | ЛДПР            | зарегистрирован |
| Иван Петрович Евгенов       | зам. директора Тюменского института новых экономических решений | КПРФ            | зарегистрирован |
| Алексей Геннадьевич Кокорин | врио губернатора Курганской области                             | Единая Россия   | зарегистрирован |
| Игорь Владимирович Рюмин    | директор ООО «Профэлектрострой»                                 | Патриоты России | зарегистрирован |

## Итоги выборов
В выборах в приняли участие 292 845 человек, таким образом явка избирателей составила 39,77 %.
| Явка избирателей                                      | Явка избирателей                                      | Явка избирателей | Явка избирателей |
| ----------------------------------------------------- | ----------------------------------------------------- | ---------------- | ---------------- |
| Число избирателей, включённых в список избирателей    | Число избирателей, включённых в список избирателей    | 736 261          | 100 %            |
| Из них приняли участие в выборах (выдано бюллетеней)  | Из них приняли участие в выборах (выдано бюллетеней)  | 292 845          | 39,77 %          |
| Процент испорченных бюллетеней                        |                                                       |                  |                  |
| Приняли участие в голосовании (возвращёно бюллетеней) | Приняли участие в голосовании (возвращёно бюллетеней) | 292 597          | 100 %            |
| Из них действительных бюллетеней                      | Из них действительных бюллетеней                      | 287 406          |                  |
| Из них недействительных бюллетеней                    | Из них недействительных бюллетеней                    | 5 191            | 1,77 %           |
| Распределение голосов:                                |                                                       |                  |                  |
| 1.                                                    | Алексей Геннадьевич Кокорин                           | 248 323          | 84,87 %          |
| 2.                                                    | Иван Петрович Евгенов                                 | 23 627           | 8,07 %           |
| 3.                                                    | Юрий Михайлович Александров                           | 12 822           | 4,38 %           |
| 4.                                                    | Игорь Владимирович Рюмин                              | 2 634            | 0,90 %           |
| Число действительных (учтённых) бюллетеней            | Число действительных (учтённых) бюллетеней            | 287 406          | 100 %            |

Выборы выиграл ранее назначенный врио главы региона Алексей Геннадьевич Кокорин, набравший 84,87 % голосов избирателей. 26 сентября он вступил в должность губернатора Курганской области, а 29 сентября назначил сенатором от правительства Курганской области начальника финансового управления Елену Алексеевну Перминову. Ранее Курганскую область в Совете Федерации представлял Олег Евгеньевич Пантелеев (с 2001 по 2014).